# (18871) Grauer
(18871) Grauer (1999 VQ12) – planetoida z pasa głównego asteroid okrążająca Słońce w ciągu 4,36 lat w średniej odległości 2,67 j.a. Odkryta 11 listopada 1999 roku.